# Pía Uribelarrea
María Pía Uribelarrea (Buenos Aires, 5 de mayo de 1957-Buenos Aires, 11 de febrero de 2025) fue una actriz argentina.Su trayectoria abarca desde series de televisión, teatro y películas.

## Biografía
Formada con algunos de los maestros más importantes de la escena argentina, como Lito Cruz, Hedy Crilla, Luis Agustoni, Augusto Fernandes, Carlos Moreno, Tina Serrano y Julio Chávez. Además de su preparación en actuación, perfeccionó su técnica en canto con Rodolfo Valss y Gachi Leibovich, en danza con Rubén Cuello, Adriana Barenstein y María Amuchástegui, y en expresión corporal con David Di Napoli y María Inés Azzari. Su compromiso con la actuación la llevó a afiliarse a la Asociación Argentina de Actores en 1984, dando inicio a una prolífica carrera que la llevaría a trabajar en teatro, cine y televisión.
A lo largo de su trayectoria, demostró un talento excepcional en el teatro. Participó en algunas de las obras más emblemáticas del repertorio nacional e internacional, dejando su sello en producciones como Esperando la carroza, Rebelión en la granja, Saltimbanquis, Alta en el cielo, Doña Flor y sus dos maridos, Puedo salir, El himno y Battamang. Su capacidad para interpretar diversos roles la convirtió en una actriz respetada dentro del ámbito teatral.

## Trayectoria

### Televisión
| Año       | Título                | Personaje                                | Canal                 |
| --------- | --------------------- | ---------------------------------------- | --------------------- |
| 1986      | El lobo               | -                                        | Canal 9               |
| 1996      | De poeta y de loco    | -                                        | Canal 13              |
| 1997      | Archivo Negro         | Lucrecia Casariego                       | Canal 13              |
| 1997      | Cebollitas            | Finita                                   | Telefe                |
| 1999      | Campeones de la vida  | Cora                                     | Canal 13              |
| 2001      | Culpables             | Directora del Colegio                    | Canal 13              |
| 2001      | Tiempo final          | -                                        | Telefe                |
| 2002      | Kachorra              | Stefanía Barigotti                       | Telefe                |
| 2003      | Son amores            | Eva                                      | Canal 13              |
| 2004      | Culpable de este amor | Galloso                                  | Telefe                |
| 2005      | Los Roldán            | -                                        | Telefe                |
| 2005-2006 | Casados con hijos     | Varios                                   | Telefe                |
| 2006      | Mujeres asesinas      | Madre de Gloria (Ep: Gloria, despiadada) | Canal 13              |
| 2006      | Se dice amor          | Miguelito                                | Telefe                |
| 2006      | La ley del amor       | Lidia                                    | Telefe                |
| 2008      | Vidas robadas         | Antonia                                  | Telefe                |
| 2011      | Todas a mí            | Rosita                                   | América TV            |
| 2011      | Peter Punk            | Médica foniatra                          | Disney XD             |
| 2011-2012 | Supertorpe            | Miss Espina                              | Disney Channel/Telefe |
| 2012-2013 | Mi amor, mi amor      | Rossana                                  | Telefe                |
| 2019      | El jardín de bronce   | Teresa                                   | HBO                   |
| 2023-2024 | Madame Requin         | Olga                                     | TV Pública            |

### Cine
| Año  | Título                                        | Director            |
| ---- | --------------------------------------------- | ------------------- |
| 1985 | Sucedió en el internado                       | Emilio Vieyra       |
| 1985 | Los días de junio                             | Alberto Fischerman  |
| 1987 | El ojo de la tormenta                         | Alejandro Sessa     |
| 1988 | Billetes, billetes...                         | Martín Schor        |
| 1995 | El censor                                     | Eduardo Calcagno    |
| 1996 | Despabílate amor                              | Eliseo Subiela      |
| 1997 | Dibu: la película                             | Carlos Olivieri     |
| 1998 | América mía                                   | Gerardo Herrero     |
| 1998 | El inquietante caso de José Blum              | Pablo Nisenson      |
| 1998 | La sonámbula, recuerdos del futuro            | Fernando Spiner     |
| 1998 | Corazón iluminado                             | Héctor Babenco      |
| 1998 | Cohen vs. Rosi                                | Daniel Barone       |
| 1998 | Sus ojos se cerraron y el mundo sigue andando | Jaime Chávarri      |
| 1999 | El mar de Lucas                               | Víctor Laplace      |
| 1999 | Esa maldita costilla                          | Juan José Jusid     |
| 1999 | Acrobacias del corazón                        | Teresa Costantini   |
| 1999 | Héroes y demonios                             | Horacio Maldonado   |
| 2000 | Nueces para el amor                           | Alberto Lecchi      |
| 2003 | La esperanza                                  | Francisco D'Intino  |
| 2003 | Cleopatra                                     | Eduardo Mignogna    |
| 2004 | Erreway: 4 caminos                            | Ezequiel Crupnicoff |
| 2007 | La mujer sin cabeza                           | Lucrecia Martel     |